# Cheryl Angelelli
Cheryl Angelelli-Kornoelje (Estados Unidos, 1 de agosto de 1968) es una practicante de la natación adaptada estadounidense ya retirada, graduada de la Universidad de Oakland y oradora motivacional. Fue incluida en el Salón de la Fama de los Atletas con Discapacidades de Míchigan en el año 2000, es nombrada Atleta Amateur del Año por el Estado de Míchigan dos veces en 2000 y 2003.

## Biografía
Cuando Angelelli era adolescente, sufrió una lesión en la médula espinal tras romperse el cuello por golpearse la cabeza en el fondo de la piscina después de caerse de un bloque de salida en 1983; se puso a nadar en 1998 en Detroit. Creó un documental titulado Untold Dreams («Sueños no contados») para concienciar sobre las muchas habilidades de los discapacitados y el conocimiento de los Juegos Paralímpicos, así como para hablar de su éxito en la natación de competición.
Angelelli se retiró de la natación en 2013 y se pasó a los bailes de salón en silla de ruedas.